# アイサ・マンディ
アイサ・マンディ（Aïssa Mandi 、1991年10月22日 - ）は、フランス共和国マルヌ県シャロン＝アン＝シャンパーニュ出身のプロサッカー選手。アルジェリア代表。LOSCリール所属。ポジションはディフェンダー。

## 経歴

### ランス
8歳でスタッド・ランスの下部組織に入団。2010年8月20日開催のリーグ・ドゥ・ル・アーヴルAC戦でトップチームデビュー。
2014年4月5日のパリ・サンジェルマンFC戦で、オウンゴールを2度献上した。

### ベティス
2016年6月30日、レアル・ベティスと5年契約を結んだ。。

### ビジャレアル
2021年6月16日、ビジャレアルCFと4年契約を結んだ。
2021年8月29日のアトレティコ・マドリード戦で、味方GKとの連携ミスから、後半のアディショナルタイム5分にオウンゴールを献上した。

### リール
2024年8月1日、LOSCリールに移籍した。

### 代表
マンディ自身はフランス生まれだが、両親の出身地であるアルジェリアを選択した。2014年3月5日のスロベニア戦で、アルジェリア代表デビュー。
2016年3月29日の、アフリカネイションズカップ2017予選・エチオピア戦で代表初ゴール。

## 代表歴

### 出場大会
- アルジェリア代表
  - 2014 FIFAワールドカップ

### 試合数
- 国際Aマッチ 103試合 5得点（2014年-）[7]

| アルジェリア代表 | 国際Aマッチ | 国際Aマッチ |
| 年               | 出場        | 得点        |
| ---------------- | ----------- | ----------- |
| 2014             | 10          | 0           |
| 2015             | 11          | 0           |
| 2016             | 4           | 1           |
| 2017             | 11          | 0           |
| 2018             | 6           | 0           |
| 2019             | 13          | 0           |
| 2020             | 4           | 0           |
| 2021             | 9           | 1           |
| 2022             | 12          | 1           |
| 2023             | 8           | 0           |
| 2024             | 15          | 2           |
| 通算             | 103         | 5           |

### 得点
| No | 開催日         | 会場           | 対戦国     | スコア | 結果 | 試合概要                           |
| -- | -------------- | -------------- | ---------- | ------ | ---- | ---------------------------------- |
| 1. | 2016年3月29日  | アディスアベバ | エチオピア | 2–2    | 3–3  | アフリカネイションズカップ2017予選 |
| 2. | 2021年3月29日  | ブリダ         | ボツワナ   | 1–0    | 5–0  | アフリカネイションズカップ2021予選 |
| 3. | 2021年10月12日 | ニアメ         | ニジェール | 2–0    | 4–0  | 2022 FIFAワールドカップ予選        |
| 4. | 2022年6月4日   | アルジェ       | ウガンダ   | 1–0    | 2–0  | アフリカネイションズカップ2023予選 |
| 5. | 2024年3月22日  | アルジェ       | ボリビア   | 3–2    | 3–2  | 2024 FIFAシリーズ                  |

## 人物
両親はアルジェリア北部のオラン出身の移民である。

## タイトル

### 代表
- アフリカネイションズカップ：2019

### 個人
- アフリカネイションズカップ2015ベスト11[10]